# Seoksu (métro de Séoul)
Seoksu (hangeul : 석수 ; hanja : 石水 est une station de passage de la ligne 1 du métro de Séoul. Elle est située au 1431 Gyeongsudaero, dans le quartier Seoksu 1-dong de l'arrondissement Manan-gu (en) de la ville Anyang-si, dans la province Gyeonggi-do, à la frontière avec l'arrondissement Geumcheon-gu de la ville de Séoul en Corée du Sud.
Ouverte en 1982, elle est desservie par les rames du service omnibus de la ligne 1.

## Situation sur le réseau

Plan du réseau (2023)

Établie en surface, la station Seoksu est une station de passage de la ligne 1 (branche Guro-Sinchang) du métro de Séoul, elle est située : entre la station Mairie de Geumcheon-gu, en direction du terminus nord-est Yeoncheon, et la station Gwanak, en direction du terminus sud-ouest Sinchang.

## Histoire
La station Seoksu est mise en service le 2 août 1982, sur la section technique dite ligne Gyeongbu de la ligne 1 du métro de Séoul,,.

## Services aux voyageurs

### Accès et accueil
La station est établie au 1431 Gyeongsudaero, dans le quartier Seoksu 1-dong. Elle dispose de deux bouches numérotées 1 et 2.

### Desserte
Seoksu, est desservie par les rames du service omnibus de la ligne 1. Elle dispose de deux quais centraux équipés de portes palières.

Installations
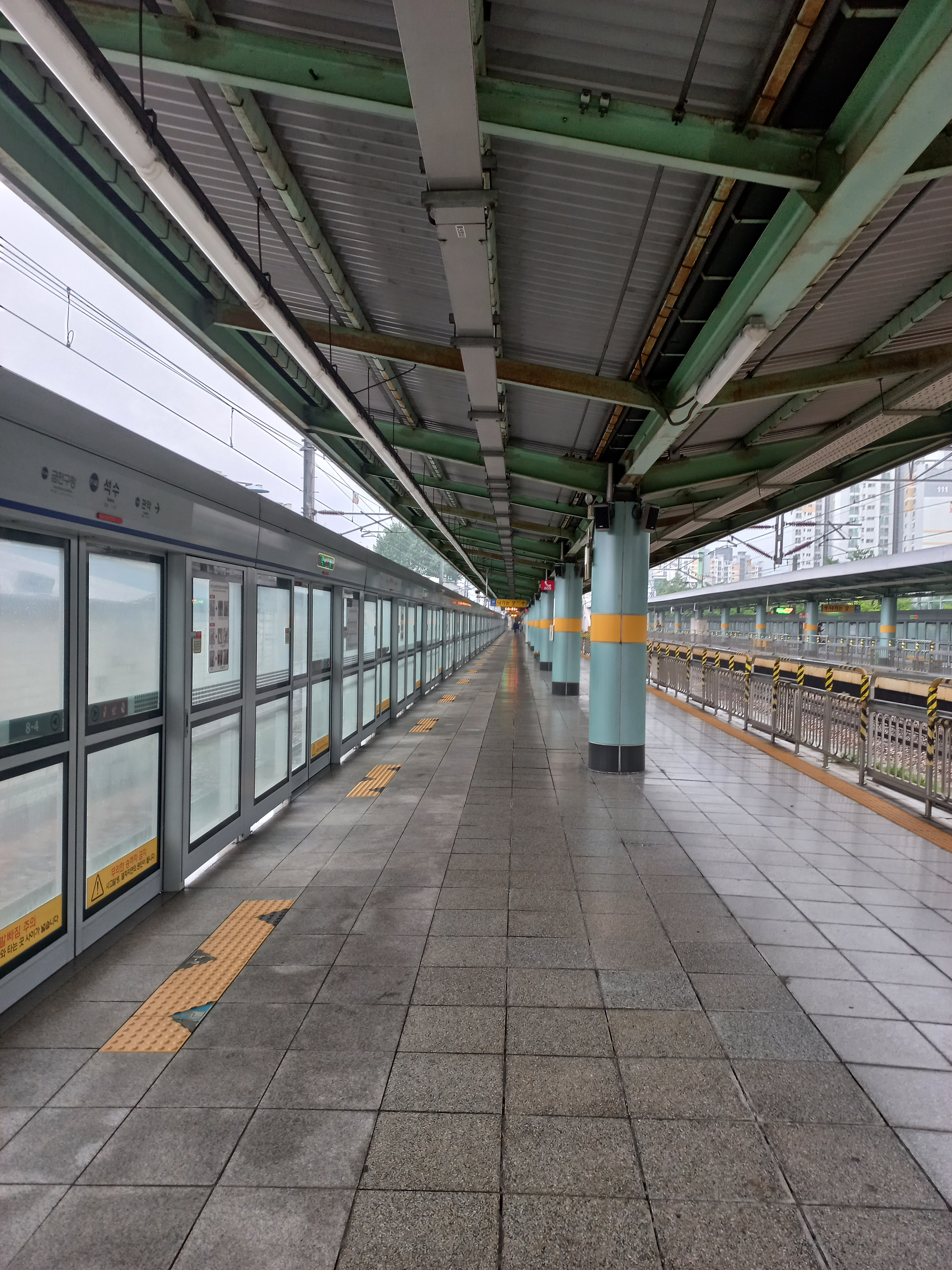
En 2023.
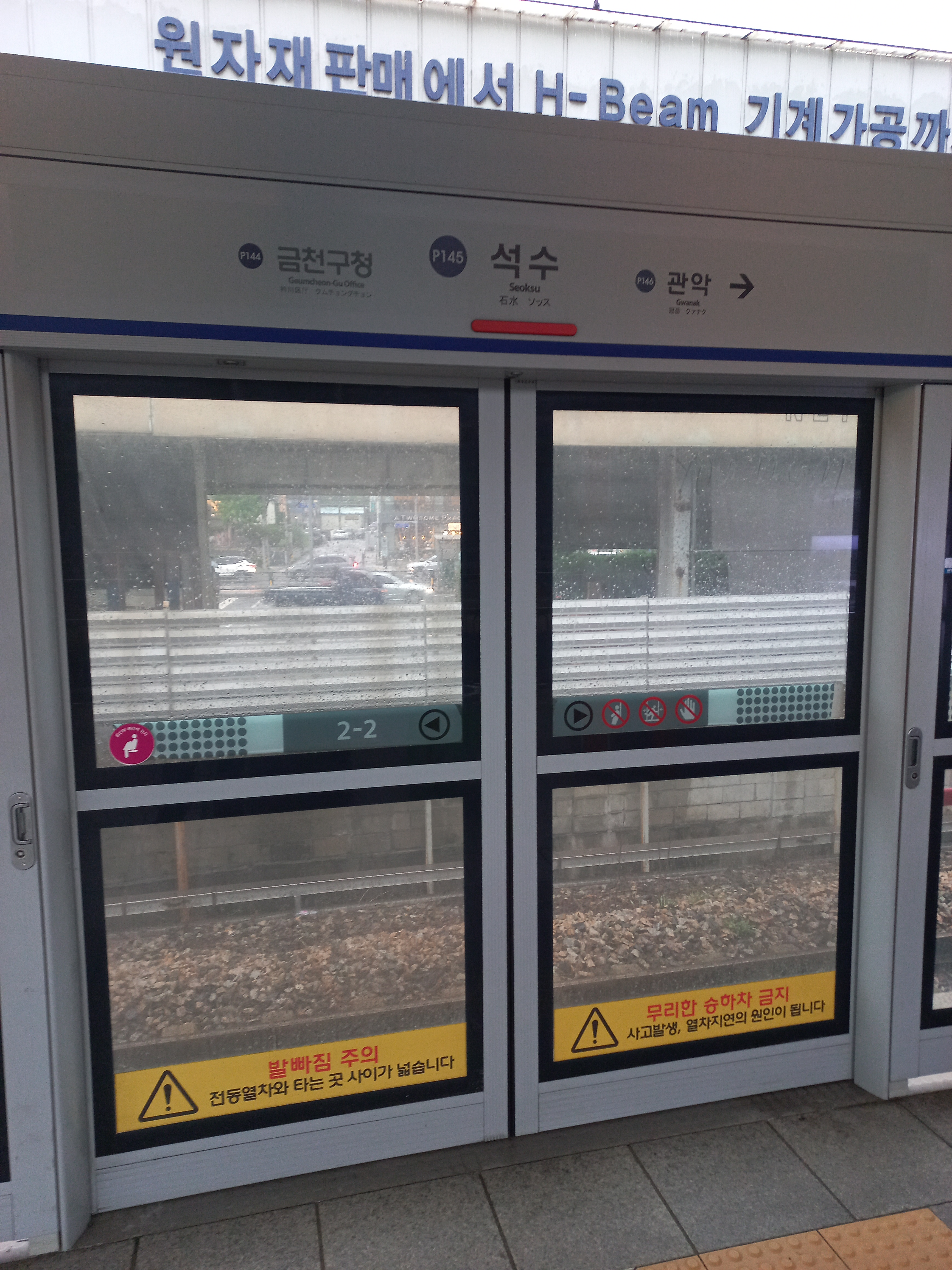
En 2023.
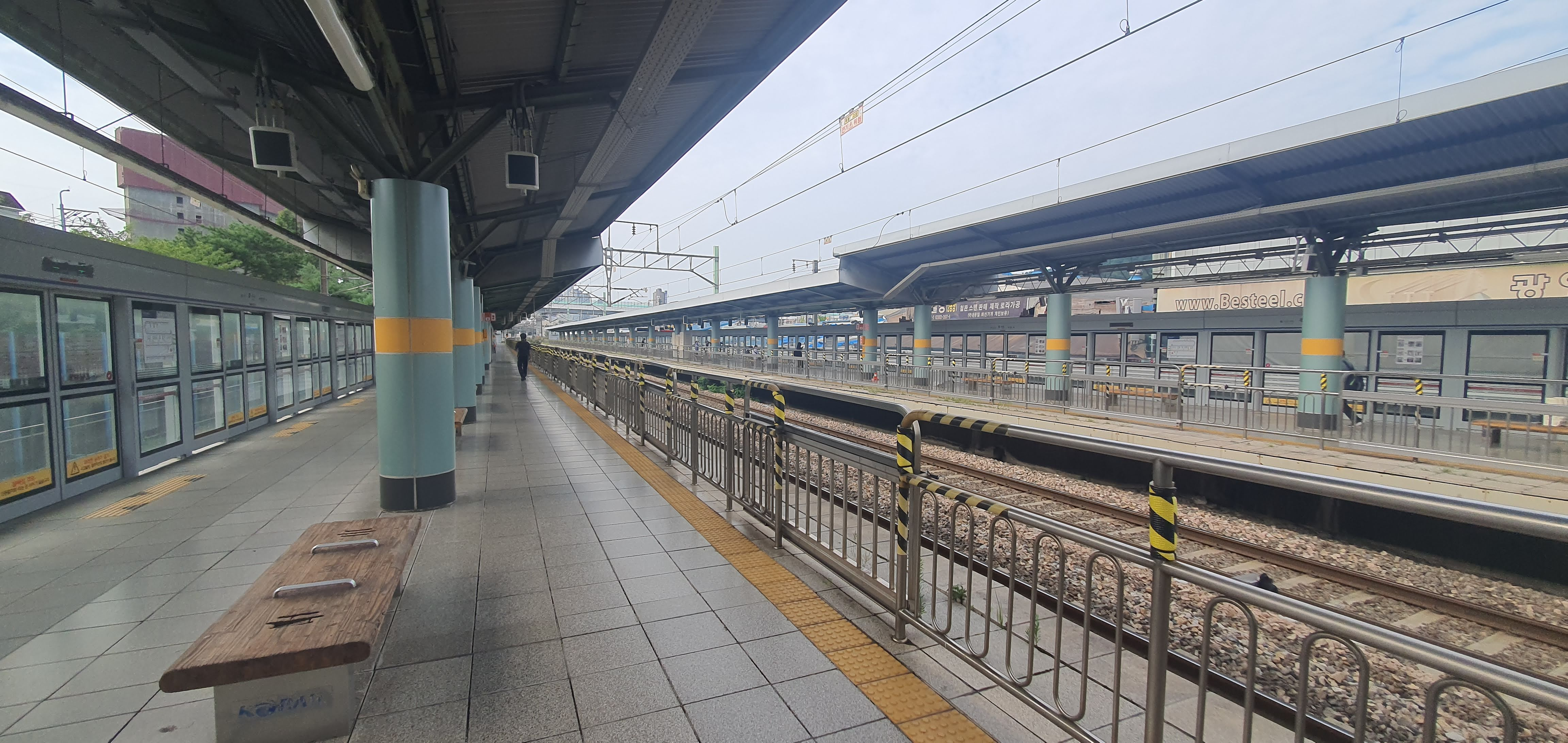
En 2023.

### Intermodalité
Des arrêts de bus sont situés à proximité.

## À proximité
Elle dessert notamment l'accès au sentier de randonnée des monts Gwanak et Samseong, mais aussi : bouche 1 le Marché de distribution de Siheung et bouche 2 : les écoles et le Village de Younhyun.